# Jean-Marie Clamamus

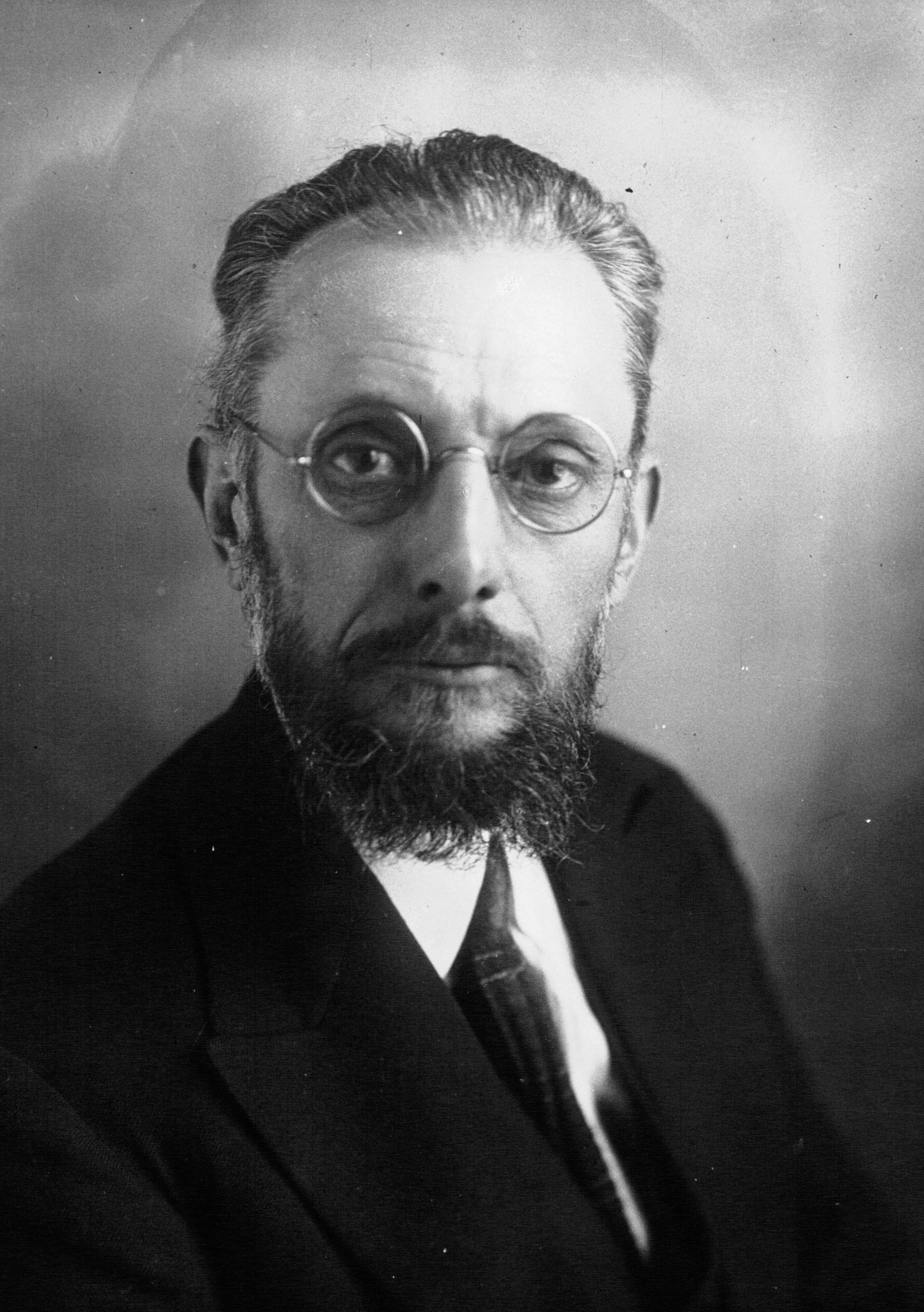
Jean-Marie Clamamus (1929)

Jean-Marie Clamamus (Saint-Léger-des-Vignes, 27 juli 1879 - Parijs, 5 februari 1973) was een Frans communistisch politicus tijdens de Derde Republiek. Hij zetelde in de Kamer van Afgevaardigden en in de Senaat en was gedurende meer dan twintig jaar burgemeester van de Parijse voorstad Bobigny. Na de Tweede Wereldoorlog werd hij veroordeeld voor collaboratie.

## Levensloop
Clamamus werd geboren in het departement Nièvre in een arbeidersgezin. Hij werd boekhouder, hij huwde en kreeg een zoon. Rond 1906 vestigde hij zich met zijn gezin vanuit Parijs in Bobigny. Hij was politiek actief in de socialistische partij SFIO. Bij het begin van de Eerste Wereldoorlog werd hij aanvankelijk ingedeeld bij de reserve, maar begin 1915 werd hij toch naar het front gestuurd. Getroffen door een gasaanval mocht hij de rest van de oorlog thuis doorbrengen. Hij richtte er een soepkeuken op.

### Bobigny
Bij de gemeenteraadsverkiezingen van 1919 leidde hij SFIO naar de overwinning en werd verkozen tot burgemeester. Tijdens het Congres van Tours in 1920 kwam het tot een scheuring binnen SFIO. Net als verschillende andere socialistische burgemeesters van Parijse voorsteden stapte Clamamus over naar de communistische partij. Waar de meesten na enige tijd terugkeerden naar de socialistische partij, bleef Clamamus de communistische partij trouw. Ondanks interne oppositie van de socialisten in Bobigny, bleef hij burgemeester na de gemeenteraadsverkiezingen van 1925. Door zijn rol tijdens de stakingen tegen de oorlog in Marokko, werd hij gedurende twee maanden geschorst als burgemeester. In 1929 en in 1935 werd hij zonder veel tegenstand herverkozen als burgemeester.

### Nationale politiek
In 1924 werd hij voor het eerst verkozen in de Kamer van Afgevaardigden. Hij werd herverkozen in 1928 en in 1932. Als parlementslid zetelde hij voornamelijk in commissies die zich toelegden op de administratie en op wetgeving. Hij zette zich in voor sociale rechten en sociale woningbouw en pleitte ook voor seksuele voorlichting en anticonceptie en de legalisering van abortus.
In 1935 werd hij verkozen in de Senaat. Er waren al jaren strubbelingen tussen Clamamus en de partijtop. Na het Molotov-Ribbentroppact (1939) tussen de Sovjet-Unie en Nazi-Duitsland stapte hij uit de communistische partij. Hij zetelde voortaan met andere dissidente communisten in de Senaatsfractie van de Union populaire française.

### Tweede Wereldoorlog
In 1939 werd hij uit zijn ambt van burgemeester ontzet net als het geval was in alle gemeenten met een communistisch bestuur. Hij kon wel blijven zetelen in de Senaat. Hij zwoer in 1941 trouw aan maarschalk Pétain en werd in februari 1942 opnieuw aangesteld tot burgemeester. Hij werd door het verzet gezien als een collaborateur en er volgden aanslagen op zijn leven en op dat van zijn zoon Gaston. Op 26 augustus 1944 vielen verzetslui zijn huis binnen, waarbij ze Clamamus' zoon doodden. Clamamus zelf overleefde door zich in de kelder te verstoppen. Na de bevrijding werd hij opgepakt en pas in augustus 1945 weer vrijgelaten. Hij werd veroordeeld maar kreeg amnestie. Hij verhuisde naar een huurappartement in Parijs. Hij leed daarna een teruggetrokken leven en overleed in 1973 in het 9e arrondissement van Parijs.

## Kenmerken
Na zijn verkiezing in de de Kamer van Afgevaardigden in 1924 werd Clamamus een nationaal bekende figuur. Hij viel op door zijn mager en streng uiterlijk, met een baard en sterke brilglazen. Hij stond bekend voor zijn welsprekendheid maar ook voor zijn discretie en zijn voorkomendheid.
Clamamus werd katholiek opgevoed. Hij werd gedoopt en deed zijn communie. Hij huwde ook voor de kerk. Maar als politicus stond hij bekend als antiklerikaal. Toch kreeg hij een katholieke uitvaart.